# 胖围蟹
胖围蟹（学名：Perinea tumida）为蜘蛛蟹科围蟹属的动物。分布于广泛分布于印度-西太平洋的热带区、西自红海、北至日本、东至夏威夷群岛、南至澳大利亚以及中国大陆的西沙群岛等地，常生活于海水。